# 明宣宗行乐图
《明宣宗行乐图》是明朝画家商喜的名作，现收藏于故宫博物院。 